# Maria Lluïsa de Savoia
Maria Lluïsa Gabriela de Savoia (Torí, Savoia, 17 de setembre de 1688 - Madrid, Castella, 14 de febrer de 1714) va ser la reina consort d'Espanya arran del seu matrimoni amb el rei Felip V d'Espanya, sobre el qual va exercir una gran influència. Amb l'ajut de la seva cambrera major, la princesa d'Orsini, va intentar mantenir fora de la cort espanyola la influència francesa exercida amb gran força per l'avi de Felip V, Lluís XIV de França, i també va ocupar el càrrec de governadora durant l'absència del seu marit el 1702. Va morir poc abans de la finalització de la guerra el 1714 i li van sobreviure tres fills en vida, dels quals arribarien a ser reis Lluís I i Ferran VI.

## Aspecte
Maria Lluïsa va ser descrita, en un escrit dirigit al que havia de ser el seu espòs, Felip V, pel marquès de Castel-Rodrigo, llavors representant d'Espanya a Savoia:
| «                              | (castellà) Posee un cuerpo armónico lleno de encantos y puedo deciros, señor, que, sin ser muy alta que digamos, es sumamente elegante. Cabellos castaños, ojos negros, con toda la vivacidad de los piamonteses y muy inteligente. | (català) Posseeix un cos harmònic ple d'encants i puc dir-vos, senyor, que, sense ser gaire alta que diguem, és summament elegant. Cabells castanys, ulls negres, amb tota la vivacitat dels piamontesos i molt intel·ligent. | » |
| — Extret de:Fisas, 2001, p. 15 | | |   |

Tanmateix, hi ha una descripció més extensa, però que també inclou els trets esmentats pel marquès, realitzada per una de les dames de la reina, la comtessa de La Roca. Segons aquesta, la reina vista en persona era diferent de com apareixia als retrats, afirmant que no li feien justícia.
| «                              | (castellà) María Luisa era de talla pequeña, pero había en toda su persona una elegancia notable. Sus cabellos eran castaños; sus ojos, casi negros, llenos de fuego y vivacidad. Su fisonomía conservó largo tiempo su expresión infantil, pero muy inteligente, en una agradable mezcla de ingenuidad y de gracia pueril. Su tez era de notable blancura y, como su hermana la duquesa de Borgoña, tenía las mejillas gruesas, talle airoso, pies pequeños y manos encantadoras. En una palabra, ganaba mucho en ser vista y oída, pues sus retratos no dan más que una mediana idea de sus encantos, mientras que su persona estaba tan llena de atractivos que, cuantos hablaban con ella, se deshacían en elogios. | (català) Maria Lluïsa era de talla petita però hi havia, en tota la seva persona, una elegància notable. Els seus cabells eren castanys; els seus ulls, gairebé negres, plens de foc i vivacitat. La seva fisonomia va conservar molt de temps la seva expressió infantil, però molt intel·ligent, en una agradable barreja entre ingenuïtat gràcia pueril. La seva pell era de notable blancor i, com la seva germana la duquessa de Borgonya, tenia les galtes gruixudes, cintura airosa, peus petits i mans encantadores. En una paraula, guanyava molt en ser vista i sentida, doncs llurs retrats no donen més que una mitjana idea dels seus encants, mentre que la seva persona estava tan plena d'atractius que, tots els que parlaven amb ella, es desfeien en elogis. | » |
| — Extret de:Fisas, 2001, p. 15 | | |   |

## Família

Casament entre M. Lluïsa i Felip V en un almanac de 1701 (BNF).

Segona filla del duc de Savoia, Víctor Amadeu II de Savoia, i la seva esposa, Anna Maria d'Orleans. Descendia per línia paterna de dues branques de la casa de Savoia, sent el seu avi Carles Manuel II de Savoia i la seva àvia, Maria Joana de Savoia-Nemours; per línia materna, descendia del duc Felip d'Orleans i d'Enriqueta d'Anglaterra.
Maria Lluïsa es va casar amb el llavors recentment proclamat Felip V d'Espanya, net de Lluís XIV de França, que instaurava una nova dinastia —la dels Borbó— a la monarquia espanyola després de la mort sense descendents del darrer monarca de la dinastia dels Àustries, Carles II de Castella, que va designar com a successor al tron en el seu testament a Felip de Borbó.
Aquest matrimoni va ser fruit del pacte polític internacional entre el rei de França Lluís XIV i el duc de Savoia Víctor Amadeu II, en virtut del qual el duc es posicionava en la Guerra de Successió Espanyola a favor del bàndol del candidat francès al tron i en contra del pretendent austríac, Carles d'Àustria, fill de l'emperador Leopold I. No obstant això, aquest pacte contravenia el testament de Carles II, que especificava que era recomanable que Felip es casés amb una filla de Leopold I per tal d'assegurar la pau entre Espanya, França i el Sacre Imperi.
Maria Lluïsa, amb tan sols tretze anys, es va casar per poders a la basílica del Sant Sudari de Torí l'11 de setembre de 1701. A l'acte van assistir-hi representants espanyols, guiats pel gran d'Espanya i marquès de Castel Rodrigo Carlo Omodei; suplint l'absència de Felip estava l'ancià príncep Manuel Filibert de Savoia-Carignano. El matrimoni fou ratificat amb ambdós monarques en persona poc després de l'arribada de Maria Lluïsa a la península, a Figueres el 3 de novembre de 1701 amb la benedicció del patriarca de les Índies Occidentals, Carles de Borja-Centelles.
La parella tingué quatre fills. D'aquests, tres van sobreviure a Maria Lluïsa, però tan sols dos van sobrepassar els deu anys de vida. Lluís i Ferran arribarien ambdós a ser reis d'Espanya, però el primer va morir prematurament el primer any de regnat. Tanmateix, cap dels dos no va tenir descendència.
- Lluís (1707 - 1724)
- Felip Lluís (1709)
- Felip Pere (1712 - 1719)
- Ferran (1713 - 1759)

## Regnat

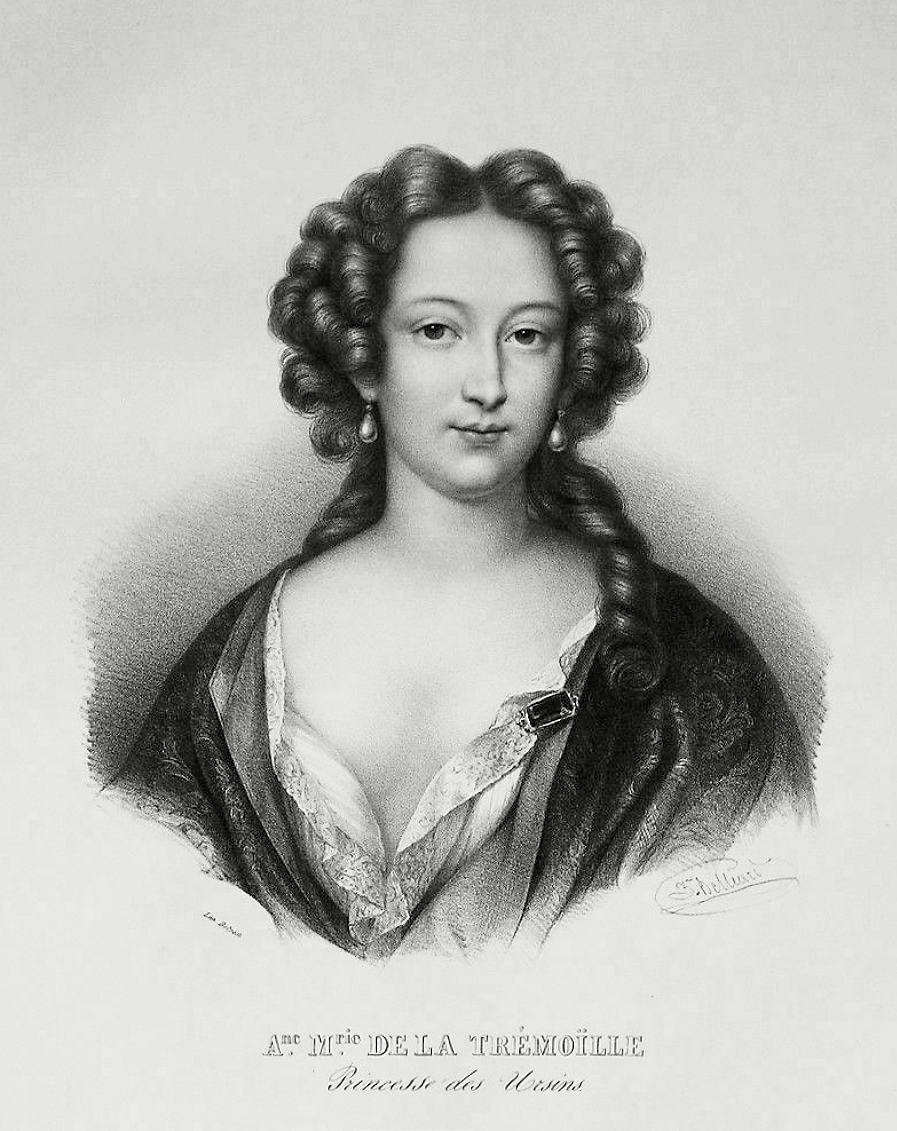
Qui havia defensar els interessos de França, Marie-Anne de La Trémoille, més coneguda com princesa d'Orsini, «princesa de los Ursinos» en castellà, finalment, va rebutjar, juntament amb la reina, la influència francesa.

Amb tan sols tretze anys, Maria Lluïsa es veu immersa en la nova cort espanyola sota l'enorme influència francesa de Lluís XIV. El monarca francès, que desconfiava de la reina pel seu origen italià i volia allunyar-la de la influència paterna i de la dels grans d'Espanya i del cardenal Portocarrero, va nomenar com a cambrera major de la reina a Marie-Anne de La Trémoille, coneguda com a princesa d'Orsini, la qual havia de tenir controlada les accions de Maria Lluïsa. Primerament, la reina no va estar d'acord amb aquesta decisió, sobretot perquè també havia estat privada de les seves dames i serventes d'origen savoià per unes altres franceses, però malgrat parlar-ho amb Felip V i després de diversos intents de controlar el seu servei, al final la princesa d'Orsini es va mantenir al seu servei i, ben aviat es va guanyar l'afecte de la reina.
No obstant el paper que havia de tenir la princesa d'Orsini a la cort espanyola, irònicament, la cambrera esdevindria una persona molt més fidel als monarques espanyols que a Lluís XIV, que li havia atorgat aquell càrrec. Tant és així que, tot i l'augment de la influència francesa a la cort per la presència de l'ambaixador francès, el cardenal César d'Estrées, amb ordres del monarca francès de confiar en la reina i en la seva cambrera major, va trobar que els interessos de França i Espanya ja no eren els mateixos pels moviments d'ambdues cercant la independència dels assumptes espanyols de Versalles. A més, Estreés va lliurar les noves disposicions de Lluís XIV a la princesa d'Orsini, la qual les va rebutjar i va ser destituïda, en un context on hi ha altres cessaments, però en què també es fa palès la impossibilitat d'una Espanya com a titella de França.
Mentre la princesa d'Orsini tornava a Versalles i s'entrevistava amb Lluís XIV, on es confirmava que el rei només podia ser governat a través de la seva esposa, Maria Lluïsa, que havia acabat tenint estima a la seva cambrera, va aturar el procés i va enviar una carta al seu sogre demandant el retorn, amb èxit, de Trémoille.

### Guerra de Successió
La seva etapa com a consort va veure's dominada pel context de la Guerra de Successió, durant la qual, encara que els austriacistes van guanyar adeptes inicialment, Felip V va poder mantenir-se gràcies al seu entusiasme i constància en la guerra i als esforços de Maria Lluïsa i de Trémoille. Poc després del jurament de Felip V a Barcelona, noucasada, Maria Lluïsa va ser enviada a Aragó, on també hi havia malestar perquè feia mesos que les corts estaven convocades i no s'havien reunit, i allí va guanyar-se als aragonesos i n'obtingué un bon donatiu.
Finalitzades les corts d'Aragó, el 1702 fou nomenada Governadora i Administradora General del regne i de la seva junta de govern per la presència del rei Felip al front bèl·lic a Itàlia. El 1706, davant l'avanç de l'exèrcit d'António Luís de Sousa es va traslladar de Madrid, a Burgos amb la cort, deixant en mans austriacistes la capital. Desitjosa que el seu marit tingués un govern personalista a l'estil del seu avi, va influir en la decisió del rei de no respectar dels territoris de la Corona d'Aragó i arribà a afirmar que abans llançaria els seus fills pel balcó que no pas veure mantingudes les constitucions.

## Mort

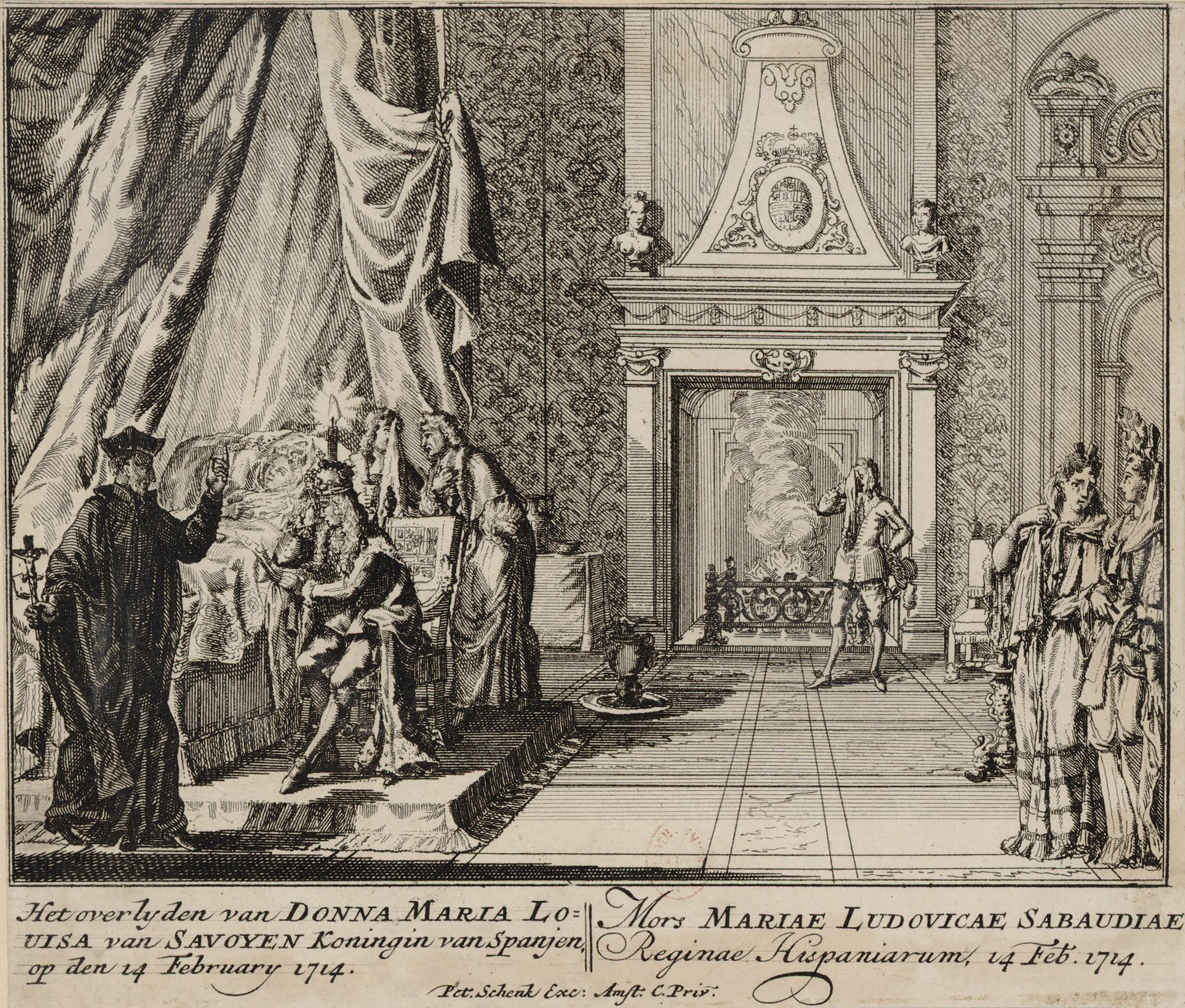
Gravat que representa la mort de la reina Maria Lluïsa el 1714

Va morir de tuberculosi, també afectada per escròfules, el 14 de febrer de 1714, pocs mesos abans de la caiguda de Barcelona en poder de Felip V. La reina tenia prescrit repòs absolut per tal que pogués recuperar-se, però Felip V no va respectar aquest tractament i va agreujar la situació física de la reina visitant-la cada nit a les seves habitacions per satisfer els seus incansables desitjos sexuals. Així ho relatava el metge del rei:
| «                                     | (castellà) [El rey] Fue el marido más asiduo, más marido que se haya visto nunca, encarnizado, implacable de exigencia amorosa […] Su primera mujer, enferma de muerte, perdida de humores fríos, disuelta y cubierta de llagas, no tuvo tregua ni un solo día. | (català) [El rei] Va ser el marit més assidu, més marit que s'hagi vist mai, aferrissat, implacable d'exigència amorosa […] La seva primera esposa, malalta de mort, perduda d'humors freds, dissolta i coberta de nafres, no va tenir treva ni un sol dia. | » |
| — Extret de: Zavala, José María, 2007 | | |   |

## Ancestres
|  |                                 |  |  |  |  |  |  |  |  |  |  |  |  |  |  |  |
|  | Carles Manuel I de Savoia       |  |  |  |  |  |  |  |  |  |  |  |  |  |  |  |
|  |                                 |  |  |  |  |  |  |  |  |  |  |  |  |  |  |  |
|  |                                 |  |  |  |  |  |  |  |  |  |  |  |  |  |  |  |
|  | Víctor Amadeu I de Savoia       |  |  |  |  |  |  |  |  |  |  |  |  |  |  |  |
|  |                                 |  |  |  |  |  |  |  |  |  |  |  |  |  |  |  |
|  |                                 |  |  |  |  |  |  |  |  |  |  |  |  |  |  |  |
|  | Caterina Micaela d'Espanya      |  |  |  |  |  |  |  |  |  |  |  |  |  |  |  |
|  |                                 |  |  |  |  |  |  |  |  |  |  |  |  |  |  |  |
|  |                                 |  |  |  |  |  |  |  |  |  |  |  |  |  |  |  |
|  | Carles Manuel II de Savoia      |  |  |  |  |  |  |  |  |  |  |  |  |  |  |  |
|  |                                 |  |  |  |  |  |  |  |  |  |  |  |  |  |  |  |
|  |                                 |  |  |  |  |  |  |  |  |  |  |  |  |  |  |  |
|  | Enric IV de França              |  |  |  |  |  |  |  |  |  |  |  |  |  |  |  |
|  |                                 |  |  |  |  |  |  |  |  |  |  |  |  |  |  |  |
|  |                                 |  |  |  |  |  |  |  |  |  |  |  |  |  |  |  |
|  | Cristina de França              |  |  |  |  |  |  |  |  |  |  |  |  |  |  |  |
|  |                                 |  |  |  |  |  |  |  |  |  |  |  |  |  |  |  |
|  |                                 |  |  |  |  |  |  |  |  |  |  |  |  |  |  |  |
|  | Maria de Mèdici                 |  |  |  |  |  |  |  |  |  |  |  |  |  |  |  |
|  |                                 |  |  |  |  |  |  |  |  |  |  |  |  |  |  |  |
|  |                                 |  |  |  |  |  |  |  |  |  |  |  |  |  |  |  |
|  | Víctor Amadeu II de Savoia      |  |  |  |  |  |  |  |  |  |  |  |  |  |  |  |
|  |                                 |  |  |  |  |  |  |  |  |  |  |  |  |  |  |  |
|  |                                 |  |  |  |  |  |  |  |  |  |  |  |  |  |  |  |
|  | Enric I de Savoia-Nemours       |  |  |  |  |  |  |  |  |  |  |  |  |  |  |  |
|  |                                 |  |  |  |  |  |  |  |  |  |  |  |  |  |  |  |
|  |                                 |  |  |  |  |  |  |  |  |  |  |  |  |  |  |  |
|  | Carles Amadeu de Savoia-Nemours |  |  |  |  |  |  |  |  |  |  |  |  |  |  |  |
|  |                                 |  |  |  |  |  |  |  |  |  |  |  |  |  |  |  |
|  |                                 |  |  |  |  |  |  |  |  |  |  |  |  |  |  |  |
|  | Anna d'Aumale                   |  |  |  |  |  |  |  |  |  |  |  |  |  |  |  |
|  |                                 |  |  |  |  |  |  |  |  |  |  |  |  |  |  |  |
|  |                                 |  |  |  |  |  |  |  |  |  |  |  |  |  |  |  |
|  | Maria Joana de Savoia-Nemours   |  |  |  |  |  |  |  |  |  |  |  |  |  |  |  |
|  |                                 |  |  |  |  |  |  |  |  |  |  |  |  |  |  |  |
|  |                                 |  |  |  |  |  |  |  |  |  |  |  |  |  |  |  |
|  | Cèsar de Borbó                  |  |  |  |  |  |  |  |  |  |  |  |  |  |  |  |
|  |                                 |  |  |  |  |  |  |  |  |  |  |  |  |  |  |  |
|  |                                 |  |  |  |  |  |  |  |  |  |  |  |  |  |  |  |
|  | Elisabet de Borbó-Vendôme       |  |  |  |  |  |  |  |  |  |  |  |  |  |  |  |
|  |                                 |  |  |  |  |  |  |  |  |  |  |  |  |  |  |  |
|  |                                 |  |  |  |  |  |  |  |  |  |  |  |  |  |  |  |
|  | Francesca de Lorena             |  |  |  |  |  |  |  |  |  |  |  |  |  |  |  |
|  |                                 |  |  |  |  |  |  |  |  |  |  |  |  |  |  |  |
|  |                                 |  |  |  |  |  |  |  |  |  |  |  |  |  |  |  |
|  | Maria Lluïsa de Savoia          |  |  |  |  |  |  |  |  |  |  |  |  |  |  |  |
|  |                                 |  |  |  |  |  |  |  |  |  |  |  |  |  |  |  |
|  |                                 |  |  |  |  |  |  |  |  |  |  |  |  |  |  |  |
|  | Enric IV de França              |  |  |  |  |  |  |  |  |  |  |  |  |  |  |  |
|  |                                 |  |  |  |  |  |  |  |  |  |  |  |  |  |  |  |
|  |                                 |  |  |  |  |  |  |  |  |  |  |  |  |  |  |  |
|  | Lluís XIII de França            |  |  |  |  |  |  |  |  |  |  |  |  |  |  |  |
|  |                                 |  |  |  |  |  |  |  |  |  |  |  |  |  |  |  |
|  |                                 |  |  |  |  |  |  |  |  |  |  |  |  |  |  |  |
|  | Maria de Mèdici                 |  |  |  |  |  |  |  |  |  |  |  |  |  |  |  |
|  |                                 |  |  |  |  |  |  |  |  |  |  |  |  |  |  |  |
|  |                                 |  |  |  |  |  |  |  |  |  |  |  |  |  |  |  |
|  | Felip I d'Orleans               |  |  |  |  |  |  |  |  |  |  |  |  |  |  |  |
|  |                                 |  |  |  |  |  |  |  |  |  |  |  |  |  |  |  |
|  |                                 |  |  |  |  |  |  |  |  |  |  |  |  |  |  |  |
|  | Felip III d'Espanya             |  |  |  |  |  |  |  |  |  |  |  |  |  |  |  |
|  |                                 |  |  |  |  |  |  |  |  |  |  |  |  |  |  |  |
|  |                                 |  |  |  |  |  |  |  |  |  |  |  |  |  |  |  |
|  | Anna d'Espanya                  |  |  |  |  |  |  |  |  |  |  |  |  |  |  |  |
|  |                                 |  |  |  |  |  |  |  |  |  |  |  |  |  |  |  |
|  |                                 |  |  |  |  |  |  |  |  |  |  |  |  |  |  |  |
|  | Margarida d'Àustria             |  |  |  |  |  |  |  |  |  |  |  |  |  |  |  |
|  |                                 |  |  |  |  |  |  |  |  |  |  |  |  |  |  |  |
|  |                                 |  |  |  |  |  |  |  |  |  |  |  |  |  |  |  |
|  | Anna Maria d'Orleans            |  |  |  |  |  |  |  |  |  |  |  |  |  |  |  |
|  |                                 |  |  |  |  |  |  |  |  |  |  |  |  |  |  |  |
|  |                                 |  |  |  |  |  |  |  |  |  |  |  |  |  |  |  |
|  | Jaume I d'Anglaterra            |  |  |  |  |  |  |  |  |  |  |  |  |  |  |  |
|  |                                 |  |  |  |  |  |  |  |  |  |  |  |  |  |  |  |
|  |                                 |  |  |  |  |  |  |  |  |  |  |  |  |  |  |  |
|  | Carles I d'Anglaterra           |  |  |  |  |  |  |  |  |  |  |  |  |  |  |  |
|  |                                 |  |  |  |  |  |  |  |  |  |  |  |  |  |  |  |
|  |                                 |  |  |  |  |  |  |  |  |  |  |  |  |  |  |  |
|  | Anna de Dinamarca               |  |  |  |  |  |  |  |  |  |  |  |  |  |  |  |
|  |                                 |  |  |  |  |  |  |  |  |  |  |  |  |  |  |  |
|  |                                 |  |  |  |  |  |  |  |  |  |  |  |  |  |  |  |
|  | Enriqueta d'Anglaterra          |  |  |  |  |  |  |  |  |  |  |  |  |  |  |  |
|  |                                 |  |  |  |  |  |  |  |  |  |  |  |  |  |  |  |
|  |                                 |  |  |  |  |  |  |  |  |  |  |  |  |  |  |  |
|  | Enric IV de França              |  |  |  |  |  |  |  |  |  |  |  |  |  |  |  |
|  |                                 |  |  |  |  |  |  |  |  |  |  |  |  |  |  |  |
|  |                                 |  |  |  |  |  |  |  |  |  |  |  |  |  |  |  |
|  | Enriqueta Maria de França       |  |  |  |  |  |  |  |  |  |  |  |  |  |  |  |
|  |                                 |  |  |  |  |  |  |  |  |  |  |  |  |  |  |  |
|  |                                 |  |  |  |  |  |  |  |  |  |  |  |  |  |  |  |
|  | Maria de Mèdici                 |  |  |  |  |  |  |  |  |  |  |  |  |  |  |  |
|  |                                 |  |  |  |  |  |  |  |  |  |  |  |  |  |  |  |
|  |                                 |  |  |  |  |  |  |  |  |  |  |  |  |  |  |  |